# Vinjerac
Vinjerac – wieś w Chorwacji, w żupanii zadarskiej, w gminie Posedarje. W 2011 roku liczyła 189 mieszkańców.